# 烧瓶
烧瓶是實驗室中使用的有颈玻璃器皿，用来盛液体物质。因可以耐一定的热而被称作烧瓶。
在化学实验中，试剂量较大而又有液体物质参加反应时使用的容器。烧瓶都可用于装配气体发生装置。它的窄口是為了防止液體噴出。
可以受热的烧瓶主要包括：
- 圆底烧瓶
- 三颈烧瓶
- 平底烧瓶
- 錐形瓶
- 布氏烧瓶
- 蒸馏烧瓶：用于蒸馏以分离互溶的沸点不同的物质。